# Atanasio Kircher
Athanasius Kircher S.J. (castellanizado como Atanasio Kircher) (Geisa, abadía de Fulda en Hesse, 2 de mayo de 1601 o 1602 - Roma, 27 o 28 de noviembre de 1680) fue un sacerdote jesuita alemán, políglota, erudito, estudioso orientalista, de espíritu enciclopédico y uno de los científicos más importantes de la época barroca.

## Formación
Era hijo del filósofo Johannes Kircher, un doctor en teología de la Universidad de Maguncia que no llegó a ordenarse. Johannes hizo que sus seis hijos (tres varones y tres mujeres) ingresaran en diversas órdenes religiosas porque la familia era demasiado pobre como para costearles los estudios. Inteligente y capaz, Athanasius desarrolló una impresionante carrera intelectual mientras le rodeaba el convulso ambiente de la Guerra de los Treinta Años. 
Empezó estudiando humanidades en el colegio jesuita de Fulda e ingresó a los dieciséis años, el 2 de octubre de 1618, en el seminario jesuita de Paderborn, destacando en ciencias naturales y lenguas clásicas; en 1628 fue ordenado sacerdote de la Compañía de Jesús; allí fue donde aprendió griego y hebreo a la perfección y profundizó sus estudios de humanidades, ciencias naturales y matemáticas, complementándolos con filosofía en Colonia.
En 1623, enseñó griego en Coblenza, mientras que alcanzó lo que hoy llamaríamos un posgrado en lenguas en Heiligenstadt: al tiempo de ordenarse sacerdote se había doctorado ya en teología. 
Viajó por Europa hasta instalarse en Roma (1635), de la que ya no se movería hasta su muerte, con la excepción de un importante viaje a Nápoles, Sicilia y Malta a fin de estudiar el vulcanismo.
En 1638 estudió el Estrecho de Mesina, donde atrajo su atención el ruido subterráneo. En Trapani y Palermo estudió los fósiles de «elefantes antediluvianos» o mamuts. Estudió las erupciones del Etna y del Stromboli y la terrible erupción del Vesubio de 1630. Cuando preparaba su vuelta a Nápoles, le sorprendió el terrible terremoto que destruyó la ciudad de Euphemia. Como el mismísimo Plinio el Viejo el año 79 d. C., descendió con una cuerda al cráter del Vesubio para determinar las dimensiones exactas del mismo y su estructura interna. Todos estos trabajos dieron lugar a su obra El mundo subterráneo (1664-1665). Además del vulcanismo, investigó el magnetismo, la luz y los fenómenos a ellos asociados (la piedra imán, el ojo, la óptica, las lentes, los espejos, la refracción, la linterna mágica...) Inventó el modelo que se considera más perfecto de esta última máquina, así como el arpa eolia, un instrumento musical de cuerda que sonaba solo con el paso de las corrientes de aire. Consiste en una caja de resonancia rectangular, larga y angosta sobre la cual se extienden doce cuerdas para guitarra (cuatro de la nota sol, cuatro de la nota si y cuatro de la nota mi). Se fijan a clavos sin cabeza en un extremo y a pasadores de afinamiento en el otro y se sitúa en una ventana para que al fluir una corriente de aire fuerte sobre las cuerdas produzca un sonido etéreo que varía sus tonos musicales con la intensidad del viento, a la manera del rey David, quien situaba el arpa a la cabecera de su cama para obtener este resultado.

## Sus investigaciones científicas

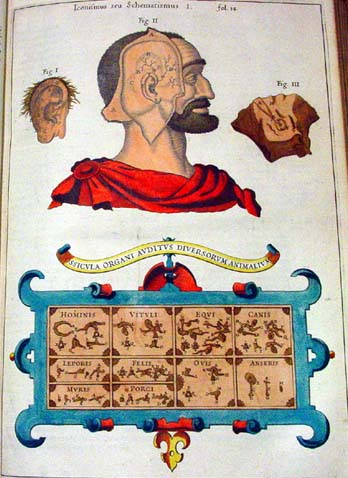
Los oídos de humano, vaca, caballo, perro, leopardo, gato, rata, cerdo, oveja y ganso ilustrados en Musurgia Universalis.

Aficionado a la ciencia, inventor y coleccionista se le considera un erudito en diversos campos del saber en los que publicó diversos tratados: el estudio del chino, la escritura universal (Novum hoc inventum quo omnia mundi idiomata ad unum reducuntur, 1660) o el arte de cómo pensar. Una de sus invenciones, que nunca funcionó, fue una máquina de movimiento perpetuo, que por medio de imanes conseguía el presunto movimiento aparentemente eterno de una flecha de hierro situada en el centro del artefacto.
Destacó por su estudio sobre la lengua copta y su aplicación al desciframiento de los jeroglíficos egipcios, campo en el que pese a que se le consideraba un experto no logró ningún resultado válido llegando a publicar un libro lleno de presuntas traducciones sin valor.[cita requerida]
Su fama como «experto» en jeroglíficos movería a uno de los primeros propietarios del Manuscrito Voynich, Georgius Barschius, a pensar en él como el único capaz de interpretar sus extraños caracteres: le escribió una carta, en 1637, en la que le pedía estudiara el texto y tratara de hallar una solución al problema; esta primera carta se ha perdido pero no parece que Kircher le haya dado ninguna importancia u obtenido algún resultado digno de mención.[cita requerida]
Aún esperanzado en que podría interesarle el tema, Barschius volvió a escribir al erudito dos años más tarde; esta segunda carta (1639) reitera el pedido de que se ocupara del manuscrito, que él le remitiría aprovechando el viaje de algunos religiosos amigos de Barschius desde Praga hasta Roma (donde estaba Kircher); tampoco hubo respuesta a este segundo llamamiento.[cita requerida]
Años más tarde Johannes Marcus Marci (1665 o 1666) le remitió el Manuscrito Voynich, para que intentase descifrarlo, junto con una carta en la que le explicaba su oscuro origen y decía, de paso, que parecía haber sido escrito por Roger Bacon: no consta que obtuviese resultado alguno en esta tarea por lo que depositó el manuscrito en la biblioteca jesuita de donde pasó (años más tarde) a la Biblioteca Vaticana y desde la cual, en la década de 1870, se trasladó a la de Villa Mondragone, cerca de Frascati, en donde lo encontró y compró Wilfrid M. Voynich en 1912.[cita requerida]
En su obra del año 1671 Ars magna lucis et umbrae describe varios artilugios relacionados con la luz y las sombras, entre ellos varios diseños de relojes solares; fue una de las muchas contribuciones del siglo XVII a la gnomónica.

## Obra

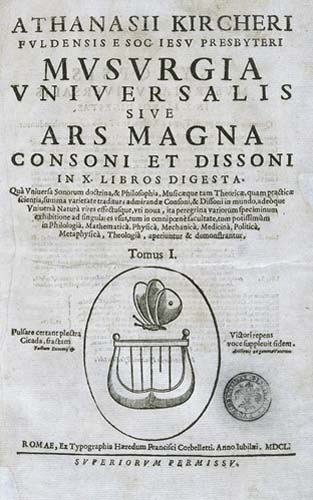
Musurgia universalis (1650).

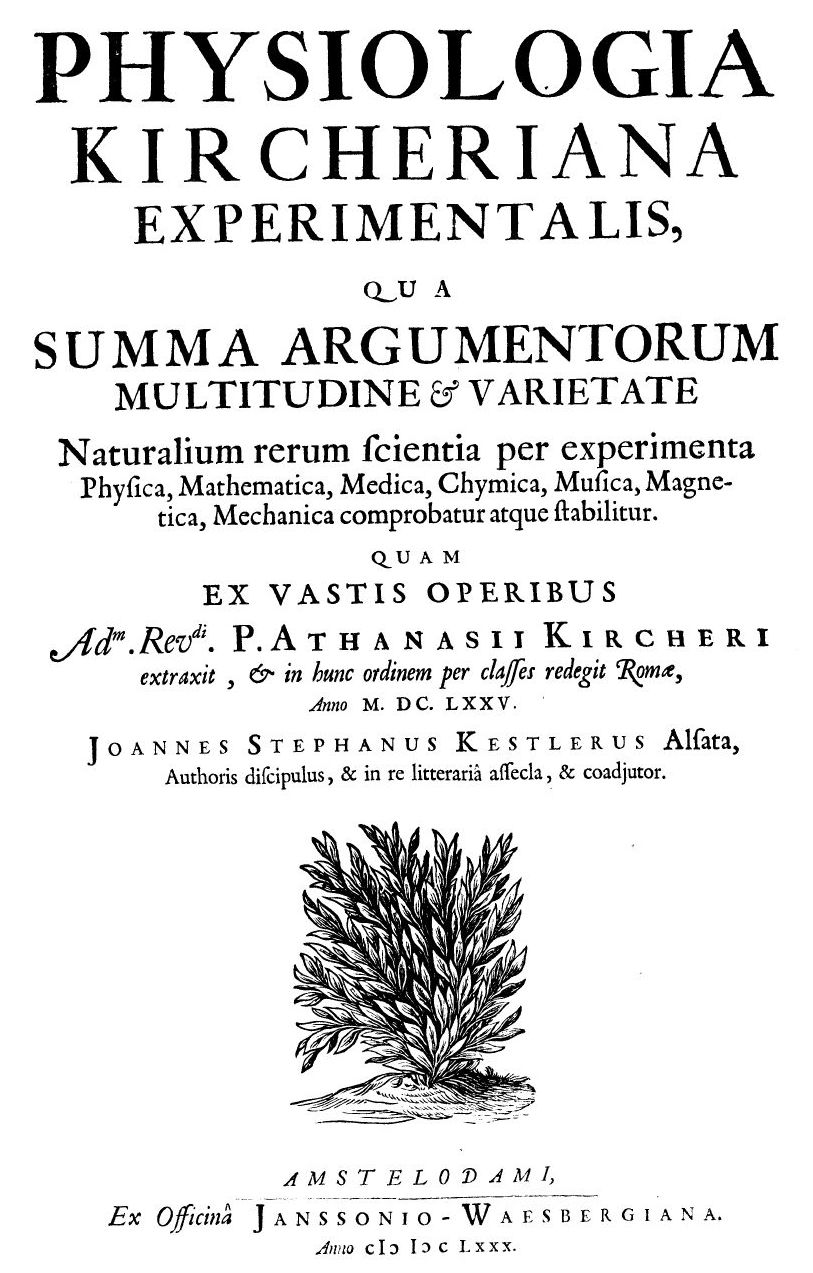
Physiologia Kircheriana (1680).

La obra escrita de A. Kircher es muy prolífica y consta de 44 volúmenes. Algunos de ellos se pueden ver en esta lista ordenada cronológicamente:
- 1631 Ars Magna
- 1635 Primitiae gnomoniciae catroptricae
- 1636 Prodromus Coptus sive Ægyptiacus
- 1637 Specula Melitensis encyclica, hoc est syntagma novum instrumentorum physico- mathematicorum
- 1641 Magnes sive de arte magnética
- 1643 Lingua Ægyptiaca restituta
- 1645–1646 Ars Magna Lucis et umbrae in mundo
- 1650 Obeliscus Pamphilius
- 1650 Musurgia universalis, sive ars magna consoni et dissoni
- 1652–1655 Œdipus Ægyptiacus
- 1656 Itinerarium extaticum s. opificium coeleste
- 1657 Iter extaticum secundum, mundi subterranei prodromus
- 1658 Scrutinium Physico-Medicum Contagiosae Luis, quae dicitur Pestis
- 1660 Iter extaticum coeleste
- 1660 Pantometrum Kircherianum... explicatum a G. Schotto
- 1661 Diatribe de prodigiosis crucibus
- 1663 Polygraphia, seu artificium linguarium quo cum omnibus mundi populis poterit quis respondere
- 1664–1678 Mundus subterraneus, quo universae denique naturae divitiae
- 1665 Historia Eustachio-Mariana
- 1665 Arithmologia sive de abditis Numerorum mysteriis
- 1666 Obelisci Ægyptiaci... interpretatio hieroglyphica
- 1667 China Monumentis, qua sacris qua profanis
- 1667 Magneticum naturae regnum sive disceptatio physiologica
- 1668 Organum mathematicum
- 1669 Principis Cristiani archetypon politicum
- 1669 Latium
- 1669 Ars magna sciendi sive combinatorica
- 1670 La Chine [...] illustrée de plusieurs monuments tant sacrés que profanes [...]
- 1671 Ars magna lucis et umbrae
- 1673 Phonurgia nova, sive conjugium mechanico-physicum artis & natvrae paranympha phonosophia concinnatum
- 1675 Arca Noë
- 1676 Sphinx mystagoga
- 1676 Obelisci Ægyptiaci
- 1679 Musaeum Collegii Romani Societatis Jesu
- 1679 Turris Babel sive Archontologia
- 1679 Tariffa Kircheriana sive mensa Pythagorica expansa
- 1680 Physiologia Kicheriana experimentalis

## Eponimia
- El cráter lunar Kircher lleva este nombre en su memoria.